# خوسيه إتشيغاراي
خوسيه إتشيغاراي (بالإسبانية: José de Echegaray) عالم رياضيات إسباني ولد في 19 أبريل 1832 وتوفي في 14 سبتمبر 1916. حصل على جائزة نوبل في الأدب عام 1904 مع فردريك ميسترال.

## النشأة
خوسية إتشيغاراي هو كاتب متعدد المواهب فهو شاعر ومسرحي، مولود في مدريد في 19 إبريل 1832 من أسرة تنتمي إلى أصول باسكية، وقد درس خوسية الهندسة ولمع فيها ثم عمل مدرس العلوم التقنيات المتعددة بين مدريد وباريس. ثم قام بتدريس الفيزياء الرياضية.

## حياته السياسية
وقد عين خوسية إتشيغاراي وزيرا في بلادة عقب ثورة 1868 في أسبانيا ضد حكم الملكة إيزابيل الثانية. لكنة ما لبث أن ترك الحكم عقب نهاية الثورة. فهرب إلى فرنسا، ثم عاد في ثمانينات القرن التاسع عشر مرة أخرى إلى مدريد وعمل من جديد وزيرا للمالية. وأصبح عضوا في الأكاديمية العلمية. بالإضافة إلى عضويتة في الأكاديمية الملكية للغات.

## حياته الأدبية وحصوله على نوبل
ومثل هذة السيرة تناسب عالما يمكنة أن يحصل على جائزة نوبل عن إنجازات علمية، ولكن وسط هذا العالم، كان الحب الأول في حياة خوسية هو المسرح منذ طفولته المبكرة.

### مسرحياته
وبينما هو وزير الأشغال العامة عرضت مسرحيتة الأولى عام 1874 تحت عنوان «بطاقة من الشيكات» وذلك باسم مستعار هو «خورحه هاياسكا». ثم تتابعت مسرحياته ومنها:
- جنون أو قداسة (مسرحية)، عام 1877، ترجمت للعربية
- صدر الموت عام 1879 .
- الموت على الشفاه عام 1880

وهي جميعا منشورة باسمه الحقيقي، وقد بلغ إنتاجة أربع وستون مسرحية، وكتابان مترجمان.
وتنتمي مسرحيات الكاتب إلى الرومانسية الجديدة، والميلودراما الاجتماعية. وقد صيغت هذة المسرحيات في إطار من الحيوية الدرامية، وبلاغة اللغة، وسلاسة الحوار. بالإضافة إلى فقر التحليل النفسي، والالتزام الأيدولوجي.
ويقول برنارسيسه أحد المتخصصين في الأدب والبحث الأسباني " إن مسرح هذا المؤلف قد عرف كيف يكسب جمهوره، رغم أن أغلب جمهور مسرحيته «بطاقة من الشيكات» كانوا من أبناء الطبقة الراقية، ورجال الفكر.
الموضوعات الرئيسية في هذا المسرح عن الحب، والشرف، والدين، والتعصب، والروح. ويرى الناقد مارتينت أولميدللا الذي ألف كتابا عن حياته أن اللغز الأكبر في خوسية هو أنه: كيف ألّف هذه المسرحيات؟
وكان الرد كالتالي:
 إختار عاطفة، وأخذ فكرة
مشكلة، سمة، وأفرشها 
مثل ديناميت ثقيل، في الأعماق 
شخص يتكون في مخيلتي 
الحكاية التي تدور حول هذا الشخص 
متعددة الأوصال في العالم 
أشعل الخصلة، وأضيء النيران 
تنفجر البتلات بسرعة 
وتعتمل الأفكار في ذهني "
وقد كان إتشيغاراي محظوظا وهو يرى عمالقة المسرح الأسباني يقومون بأداء شخصياته مثل أنطونيوفيكو , ورفائيل كالفو , وإليزا مندوثا , وماريا جوريرو .

### الشخصيات في مسرحياته

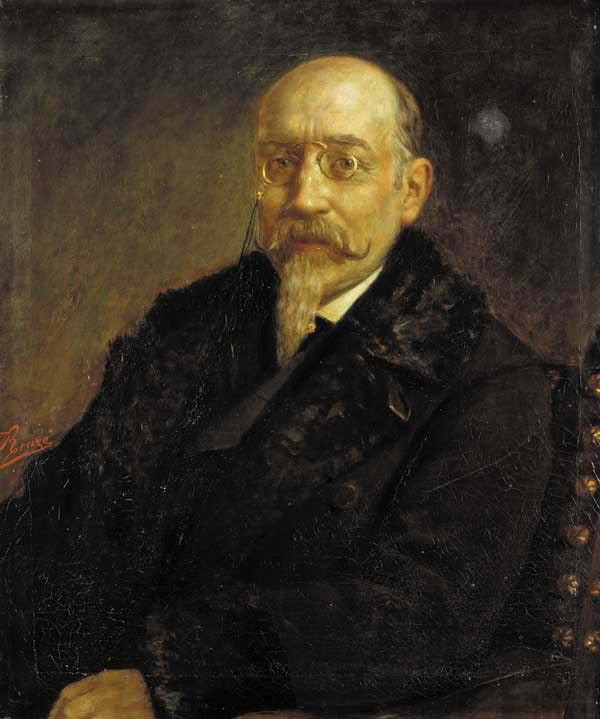
خوسيه إتشيغاراي

وتنتمي أعماله الأولى إلى المسرح التاريخي مثل مسرحيته «زوجة المنتقم» و «قبضة السيف». وهي مسرحيات عن الحب الضائع، الذي تنسال الدماء بسببه، فتتناثر الجثث، ويصيب العار الأطفال، فينتحرون وينتحبون.
ففي مسرحية «في صدر الموت» نوي الطبيب ميجيل محكوم عليه بالموت حرقا وذلك في عصر محاكم التفتيش.
وفي مسرحية «جنون أم ظاهره صحية» نرى رجلا من أبناء العامة وقد صدم في ابنته عندما أحبت رجلا لا ينتمي إلى طبقتها الإجتماعية، لذلك يذهب وراء هذا الرجل ليتقصى أصله حتى يعرف أنه ابن لخادم قديم. ولا يسعى الرجل إلى إفشاء السر لكن يكفيه أنه قد عرفه.
ومثل هذة المسرحية وغيرها مليئة بالتناقضات والمواقف المتباينة، أما مسرحية «جاليه الأكبر» المنشورة عام 1879 فهي أهم أعماله، ويقال أنه قد حصل على جائزة نوبل من أجلها. وهي من ثلاثة فصول ومصاغة شعرا ونثرا، وتقع أحداثها في مدريد في القرن التاسع عشر.
والبطل أرنستو هو المتحدث الرسمي باسم المؤلف، يتكلم عن أبرز مظاهر الحياة في تلك الآونة. وأرنستو هو ربيب للنبيل خوليان. وهناك مواجهة دامية بين أرنستو وبين أخيه بالتبني سفيرو. خاصة بعد أن يموت الأب في ظروف غامضة. ووسط قصه حب تربط بين أرنستو والفتاة تيودورا تدور مجابهة بين الأخوين.

### اقتباسات
ومن أشهر اقتباسات هذة المسرحية:
«لو سألك أحد من هو أكثر جبنا منك، فرد بلا قلق إنه أنت بلا شك. وأنت الأكثر غباء. تعالي يا تيودورا، فظل أمي يضع قلبه على جبينك بلا أثر. وداعا إنها ملكي حتي يأتي يوم القيامة».
وقد اتفقت جمع اراء نقاد المسرح أن هذة المسرحية كانت بمثابة نقظة التحول في المسرح الأسباني.
ورغم المسرح الدامي الذي برع فيه خوسية إتشيغاراي إلا أنه كتب أيضا مسرحيات كوميدية مثل «ناقد مبتدئ» التي كتبها عام 1901 وتعتبر مثل هذه الأعمال الكوميدية بمثابة محاولات عابرة في حياة الكاتب، فقد كان خوسية معجبا كثيرا بمسرح هنريك إبسن. حيث تدور الأحداث غالبا وسط أروقة العالم البرجوازي الذي تهدده مشاكل تنخر فيه. 

ولذا فاللغة في هذة المسرحيات خاصة جدا في مفرداتها، وقد رأي الناقد الأسباني إنخيل فاليونا برات أن هذة المسرحيات تخلط بين العظمة والبساطة.

## الوفاة
مات خوسية إتشيغاراي في عام 1916 .